# 李呈媛
李呈媛（1984年1月23日—），湖北宜昌人，中國女演员，畢業於中央戏剧学院，现時兼任电视节目主持。

## 影视作品

### 主要电视剧
- 2009年 书剑恩仇录 飾 周绮
- 2012年 轩辕剑之天之痕 飾 撻拔月兒
- 2012年 刷新3+7之喜宴 飾 夏天表姐
- 2013年 幸福保卫战 飾 指甲钳
- 2014年 下班抓紧谈恋爱 飾 路涵
- 2014年 杉杉来了 飾 元丽抒
- 2014年 铁血红安 飾 曹丽君
- 2016年 女医·明妃传 飾 钱皇后
- 2016年 就让咖啡有点甜(2011年拍攝) 飾 黃允熙
- 2017年 醉玲珑 飾 靳妃 (客串)
- 2020年 幸福还会来敲门 饰 钟晴
- 2021年 甜蜜 飾 马蒂莎
- 待播中 爱让我们在一起 飾 景心妍

### 电影
- 2011: 幸福59厘米之我叫小马
- 2014: 我爱的是你爱我
- 2014: 一路顺疯
- 2014: 求爱嫁期
- 2016: 箭士柳白猿饰 月牙红
- 2016: 贫穷富爸爸
- 2018: 現場直播(網絡電影)

### MV
- 2016.11.2《剩下的盛夏》TFBOYS

## 主持节目
- 2010: 勇往直前（湖南卫视）

## 广告代言
- 康师傅茉莉清茶
- 农夫山泉尖叫饮料
- 伊利集團雪糕
- 养生堂天然[1]维生素E广告
- 吉百利怡口莲广告图书馆篇
- LG洗衣机广告
- 雀巢咖啡广告《我的灵感一刻》
- 夏士莲嫩肤沐浴露
- 三星冰箱
- 曲美家居广告

## 外部連結
- 李呈媛专访 （页面存档备份，存于）
- “俏李逵”李呈媛
- 李呈媛的新浪微博